# Nardući
Nardući is een plaats in de gemeente Vižinada in de Kroatische provincie Istrië. De plaats telt 22 inwoners (2001).